# Андарти
Андарти (грч. Αντάρτης) су припадници грчке герилске паравојне формације. Имали су различите циљеве и у зависности од историјских периода у којима су били активни:
1. на самом почетку 20 века (1905—1908) борили су се за контролу над јужном Македонијом и Тракијом, које су тада биле у саставу Османског царства, и њихово припајање Грчкој
2. током Другог светског рата су се борили против немачке окупације Грчке.

## Настанак андарти
У Грчкој је велики део територије прекривен тешко приступачним планинама. Ове планине су још у време Османског царства биле уточиште за грчку верзију хајдука који су имали назив клефти. Клефти су били зачетници герилског начина борбе у Грчкој, а били су активни највише током 19. века. Настављачи герилског начина борбе су били андарти. Оснивач андарта је митрополит Германос Каравангелис из Костура, један од присталица плана мегали идеа.

## Андартска провокација
Андартска провокација је назив за упад групе андарта на територију Македоније у оквиру Османског царства половином 1896. године. Повод за овакво дејство андарта у Македонији је био догађај познат под називом Мелнички устанак који се догодио 1895. године и због којег су објављени многобројни текстови у штампаним средствима информисања у Грчкој у којима је било навода о томе да Бугарска угрожава грчке интересе у Македонији. Овакви текстови су створили у јавности подршку за агресивнији наступ у остваривању грчких интереса у Македонији који су резултовали упадом велике групе андарта (процењује се да их је било између 200 и 300) којима су командовали Бруфе, Чам млађи и Давели. Због ове акције је битољски вали Абдул Керим у јулу 1896. године послао јединице војске османског царства да изврше запоседање границе према Грчкој које су се том приликом сукобиле са андартима. Због изостанка подршке локалног становништва и један део андарта је био ликвидиран, део је заробљен а остатак је разбијен у мање групе и повукао се из Македоније. Око 25 заробљених припадника андарта су током суђења на суду у Солуну изјављивали да су у Македонију ишли да се супротставе Бугарима који су се превише осилили у Македонији на штету Грка, а не да се боре против Турака.
Андартска провокација је имала два циља:
1. спречавање Порте да врши уступке Бугарској пропаганди на рачун Грчке на територији Македоније
2. стављање на знање и Порти и Европи да Грчка има интересе у Македонији.[3]

## Борба за контролу над јужном Македонијом и Тракијом (1905—1908)

### Крвава зеленичка свадба
Напад на село Зеленич током 1904. године који је био у то време познат под називом „крвава Зеленичка свадба“ је био први велики злочин који су Андарти починили током 1904. године. Унука свештеника Бугарске егзархије се 13. новембра 1904. удала и у једној кући у селу је била организована свадба. Андарти су, уз помоћ турских и хришћанских становника села, напали ову кућу и убили 11 људи и 4 ранили.

### Напад на Загоричане
Напад на Загоричане је извело око 300 андарта под командом капетана Вардаса (право име Георгиос Цондос (грч. Γεώργιος Τσόντος), 25. марта 1905. (7. априла по грегоријанском календару) када су напали село Загоричани (данас Василијада) код града Костур, убили 79 становника и спалили село. Постоје и извори који наводе број од 62 убијена и 6 рањених Постоје наводи да је напад на Загоричане је био један од почетака етничког чишћења јужног дела Македоније који су извели андарти уз констатацију да је војска Османског царства приликом гушења Илинденског устанка две године раније приликом напада на Загоричане убила 26 становника. Увид у последице масакра су остварили и официри италијанске војске Албер и Манери, аустријски кознул Прохаска и руски конзул Каљ које је из Битоља на лице места довео Наум Темчев, становник Загоричана чији је отац убијен у нападу на село. Један од повода за напад андарта на Загоричане се можда може наћи и у чињеници да је у оближњем селу дан пре напада био одржан састанак ВМРО и да су неки од чланова ВМРО били смештени у Загоричанима. Ипак, Др. Александар Трајановски из Института за националну историју Македоније, који се бавио истраживањем напада на Загоричане, наводи у својој књизи Андартски покољ у Загоричанима (мкд. Андартскиот колеж во Загоричани) да је овај напад дуго планиран и наводи документа из британских архива у којима је наведено да су напад, барем индиректно, подржали и кајмакам и митрополити грчке православне цркве из Костура и Лерина. Он тврди да је митрополит Каравангелис, када је добио информације о припремама за напад, дао капетану Вардасу списак оних становника села који су верници Грчке православне цркве и који у нападу треба да буду поштеђени. Мотив митрополита Грчке православне цркве да подржавају овакве акције андарта је по некима било „уништавање егзархистичких села која нису желела да се одрекну бугарске шизматске цркве“. Број жртава напада би био већи да није одред османских аскера прекинуо напад андарта.
Напад на Загоричане је инспирисао македонског песника Симона Гугуловског да напише песму „Народе Македонски!“.